# Rex Hughes
Rex Hughes, (Hermosa Beach, California, 24 de septiembre de 1938 - Nipomo, California, 9 de mayo de 2016) fue un entrenador de baloncesto estadounidense. Ejerció como entrenador asistente de la NBA, principal en la NCAA y fue entrenador principal en Sacramento Kings y con los San Antonio Spurs.

## Trayectoria
- Universidad del sur de California  (Asist.)
- Universidad de Ken State (1974-1978)
- Great Falls Sky (1978-1979)
- Sacramento Kings (1991), (Asist.)
- Sacramento Kings  (1991-1992)
- San Antonio Spurs (1992), (Asist.)
- San Antonio Spurs  (1992)
- San Antonio Spurs (1992-1993), (Asist.)
- Vancouver Grizzlies (1995-1997), (Asist.)